# Desarrollo multipolar
Un desarrollo multipolar es una serie matemática que representa una función matemática y que depende de los ángulos (usualmente los ángulos polar y azimutal de las coordenadas esféricas). Estas series son útiles porque permiten aproximar, mediante el truncamiento de dicha serie, el campo electromagnético o gravitatorio de distribuciones de masas o cargas complicadas, que no pueden ser consideradas puntuales.

## Introducción
Cuando se aplica a un potencial el primer término (término de orden cero) se llama término monopolar y depende sólo de la carga o masa total, el segundo término (orden 1) es el término dipolar, el siguiente el cuadrupolar, el octupolar y así sucesivamente. Es interesante que el término dipolar puede ser interpretado en el caso eléctrico como el campo creado por dos cargas de signo opuesto, el término cuadrupolar como dos dipolos antiparalelos, etc. De hecho el término {\displaystyle n}-ésimo de la expansión puede ser interpretado como el asociado a {\displaystyle 2^{n}} cargas, la superposición de todas esas distribuciones de carga finalmente resulta equivalente a la distribución de cargas original.

### Desarrollos multipolares esféricos
El caso más frecuente de desarrollo multipolar es una suma de armónicos esféricos. Así, se puede escribir cualquier función dependiente del ángulo azimutal y polar como la suma:

{\displaystyle f(\theta ,\phi )=\sum _{l=0}^{\infty }\,\sum _{m=-l}^{l}\,C_{l}^{m}\,Y_{l}^{m}(\theta ,\phi ).}

Donde:
{\displaystyle Y_{l}^{m}(\theta ,\phi )} representan los armónicos esféricos.
{\displaystyle C_{l}^{m}} son los coeficientes concretos de la expansión:
El término {\displaystyle C_{0}^{0}} representa la parte monopolar;
El término {\displaystyle C_{1}^{-1},C_{1}^{0},C_{1}^{1}} la parte dipolar, etc.
Equivalentemente la serie anterior puede escribirse como:

{\displaystyle f(\theta ,\phi )=C+C_{i}n^{i}+C_{ij}n^{i}n^{j}+C_{ijk}n^{i}n^{j}n^{k}+C_{ijkl}n^{i}n^{j}n^{k}n^{l}+\cdots ,}

donde cada {\displaystyle n^{i}} representa un vector unitario en una dirección dada por los ángulos {\displaystyle \theta } y {\displaystyle \phi }, y los índices están sujetos a la convenio de sumación de Einstein. En este desarrollo el término independiente {\displaystyle C} es un escalar llamado momento monopolar o «carga total», el {\displaystyle C_{i}} es un conjunto de tres números que representan el momento dipolar, los {\displaystyle C_{ij}} representan el momento cuadrupolar, y así siguiendo.
Las anteriores expansiones de coeficientes pueden ser reales o complejas. Si la función cuyo desarrollo se busca es real, entonces los coeficientes del desarrollo deben satisfacer ciertas propiedades. En la expansión en armónicos esféricos, debe cumplirse que:

{\displaystyle C_{l}^{m}=(-1)^{m}C_{l}^{m\ast }\ .}

En una expansión multivectorial, cada coeficiente debe ser real:

{\displaystyle C=C^{\ast };\ C_{i}=C_{i}^{\ast };\ C_{ij}=C_{ij}^{\ast };\ C_{ijk}=C_{ijk}^{\ast };\ \ldots }

Mientras que las expansiones de funciones escalares son la principal aplicación del desarrollo multipolar, estas expansiones pueden generalizarse para describir tensores de rango arbitrario. Esto es precisamente lo que se encuentra cuando se buscan expansiones multipolares del potencial vector en electromagnetismo, o en la descripción de la ondas gravitatorias como perturbación de la métrica del espacio-tiempo.
Para describir funciones en tres dimensiones, lejos del origen, los coeficientes del desarrollo multipolar pueden escribirse como funciones de la distancia al origen {\displaystyle r}, usualmente como serie de Laurent en potencias de {\displaystyle r}. Por ejemplo, para describir el potencial electrostático {\displaystyle V}, de una fuente contenida en una pequeña región cerca del origen, los coeficientes pueden escribirse como:

{\displaystyle V(r,\theta ,\phi )=\sum _{l=0}^{\infty }\,\sum _{m=-l}^{l}\,C_{l}^{m}(r)\,Y_{l}^{m}(\theta ,\phi )=\sum _{j=1}^{\infty }\,\sum _{l=0}^{\infty }\,\sum _{m=-l}^{l}\,{\frac {D_{l,j}^{m}}{r^{j}}}\,Y_{l}^{m}(\theta ,\phi ).}

## Aplicaciones
Los desarrollos multipolares se usan frecuentemente en la teoría del potencial tanto para representar campos gravitatorios como electrostáticos o magnéticos asociados a sistemas de masas, cargas eléctricas o corrientes. También la propagación de ondas electromagnéticas usa este tipo de desarrollos.

### Forma del núcleo atómico
Un ejemplo clásico es el cálculo de los momentos multipolares «externos» de un núcleo atómico a partir de sus interacciones con los multipolos «internos» asociados a los orbitales electrónicos. Esos momentos multipolares de los núcleos informan sobre la distribución de carga en el interior de los mismos, y por tanto revelan información sobre la forma y estructura interna del núcleo. El truncamiento de la serie multipolar hasta su primer término diferente de cero es frecuentemente útil para cálculos teóricos en física nuclear.

### Método multipolar rápido
Las expansiones multipolares también son útiles en simulaciones numéricas y constituyen la base del método multipolar rápido (fast multipole method) de Greengar y Rokhlin, que es un método general para el cálculo eficiente de las energías y fuerzas en sistemas de partículas interactuantes. La idea fundamental es descomponer las partículas en grupos, las partículas dentro de un grupo interactúan normalmente (i.e. mediante una interacción descrita por el potencial completo), mientras que las energías y fuerzas entre grupos diferentes se determinan calculando sus momentos multipolares. La eficiencia del método multipolar rápido es similar a la de sumación de Ewald, pero es superior si las partículas están agrupadas, es decir, el sistema tiene grandes fluctuaciones de densidad.

### Desarrollo multipolar de una distribución de carga
Si se considera una distribución de cargas formada por {\displaystyle N} cargas puntuales {\displaystyle q_{i}} con posiciones conocidas {\displaystyle r_{i}}, asumiendo como hipótesis que las cargas están concentradas cerca del origen de coordenadas (de tal manera que para cualquier {\displaystyle i}: {\displaystyle r_{i}<r_{\mathrm {max} }} donde {\displaystyle r_{\mathrm {max} }} es un valor finito), entonces el potencial {\displaystyle V(R)} fuera de la región que contiene las cargas puede en un punto {\displaystyle |R|>r_{\mathrm {max} }} ser expresado mediante el desarrollo multipolar incluyendo potencias de {\displaystyle 1/R}. Esto se expresa

{\displaystyle {\begin{matrix}{\cfrac {1}{\|\mathbf {R} -\mathbf {r} \|}}={\cfrac {1}{\sqrt {R^{2}+r^{2}+2Rr\cos \chi }}}=\sum _{l=0}^{\infty }{\cfrac {r^{l}}{R^{l+1}}}P_{l}(\cos \chi )\Longrightarrow \\{\cfrac {1}{\|\mathbf {R} -\mathbf {r} \|}}=\sum _{l=0}^{\infty }\sum _{m=-l}^{l}\left({\cfrac {r^{l}}{R^{l+1}}}\right){\cfrac {4\pi }{2l+1}}Y_{lm}^{*}(\Theta ,\Phi )Y_{lm}^{*}(\theta ,\phi ),\end{matrix}}}

donde los ángulos vienen dados por:
{\displaystyle \mathbf {R} =R(\sin \Theta \cos \Phi ,\sin \Theta \sin \Phi ,\cos \Theta )}
{\displaystyle \mathbf {r} =r(\sin \theta \cos \phi ,\sin \theta \sin \phi ,\cos \theta )}
En el último desarrollo multipolar los momentos multipolares resultan ser:

{\displaystyle D_{m}^{(l)}=\sum _{\alpha }e_{\alpha }r_{\alpha }^{l}{\sqrt {\frac {4\pi }{2l+1}}}Y_{lm}(\theta _{\alpha },\phi _{\alpha })}